# Roberto Messina
Roberto Messina (* 2. Januar 1934 in Casablanca, Marokko; † 9. Januar 2024) war ein italienischer Stuntman und Schauspieler.

## Leben
Messina war ebenso wie sein Bruder Emilio (1936–2007) seit den 1960er Jahren als Stuntman und Klein(st)darsteller in italienischen Genrefilmen aktiv – zunächst in Sandalenfilmen, dann in Italowestern, später in Kriminalfilmen, in denen beide in zahllosen Filmen actionbetonte Szenen drehten und manchmal in kleineren Sprechrollen zu sehen waren. Messina, der auch als Bob Messenger und Red Buchanan geführt wurde, hatte als „Mr. Tozzi“ in den ersten vier Filmen um „Superbulle Nico Giraldi“ neben Tomás Milián eine wiederkehrende und seine wohl bekannteste Rolle. Er war auch als Waffenmeister und Regieassistent bei einigen Filmen tätig. In den 1980er Jahren wurden seine Auftritte deutlich seltener, bis er 1992 in Out of Control letztmals vor die Kamera trat.
Messina lebte in Venice, Florida.

## Filmografie (Auswahl)
- 1961: Die Horden des Khan (Ursus e la ragazza tartara)
- 1962: Sodom und Gomorrha (Sodoma e Gomorra)
- 1964: Für drei Dollar Blei (Tre dollari di piombo)
- 1964: Die verdammten Pistolen von Dallas (Las malditas pistolas de Dallas)
- 1965: Scarletto – Schloß des Blutes (Il boia scarlatto)
- 1966: Operation Poker – Die Ballermann-Story (Operazione poker)
- 1966: Töte, Ringo, töte (Uno sceriffo tutto d'oro)
- 1967: Bandidos
- 1967: Der Sohn des Django (Il figlio di Django)
- 1968: Django, wo steht Dein Sarg? (T’ammazzo!… Raccomandati a Dio)
- 1970: Wanted Sabata
- 1971: Arriva Durango… paga o muori
- 1971: Kommissar X jagt die roten Tiger
- 1971: Unerbittlich bis ins Grab (Se t'incontro t'ammazzo)
- 1972: Ich, die Nonne und die Schweinehunde (Io monaca… per tre carogne e sette peccatrici)
- 1972: Er säte den Tod (Seminò la morte… lo chiamavano ´Il Castigo di Dio`)
- 1975: Wir sind die Stärksten (Noi non siamo angeli)
- 1978: Der Superbulle räumt die Wüste auf (Il figlio dello sceicco)
- 1992: Out of Control